# František Dunděra
František Dunděra (25. dubna 1905 Malínky – 13. července 1941 záliv Luce ve Skotsku) byl český příslušník Royal Air Force v období druhé světové války.

## Život

### Před druhou světovou válkou
František Dunděra se narodil 25. dubna 1905 v Malínkách na Vyškovsku v rodině zednika Františka Dunděry a Františky, rozené Lukášové, později znovu provdané Švančarové. Otec mu zemřel na frontě v posledním roce první světové války. Vyučil se elektromechanikem. Prezenční vojenskou službu nastoupil 1. října 1925 v Lipníku nad Bečvou. Od mládí měl problém s autoritami, což mu vyneslo napjatý vztah s nevlastním otcem poté, co se jeho matka podruhé vdala, a kázeňské prohřešky na vojně. Koncem dvacátých let byl zaměstnán u cirkusu, se kterým procestoval mnoho zemí. Následně se usadil v Alžírsku, kde provozoval autodopravu, a poté v Maroku. V roce 1939 byl zaměstnán jako lodní elektrikář v Marseille.

### Druhá světová válka
Po vypuknutí druhé světové války a vzniku československého zahraničního vojska se do něj František Douděra 14. listopadu 1939 v Marseille přihlásil. Po pádu Francie se v létě 1940 evakuoval do Velké Británie. Zde 21. září téhož roku vstoupil do Royal Air Force. Byl zařazen do výcviku a dne 13. července 1941 měl za úkol společně s Josefem Drčkou za úkol cvičit střelbu za letu ve stroji Fairey Battle Mk. I. (N2024) řízeném sgt. Welsem. Během letu se stroj z neznámé  příčiny vzňal, pilot se zachránil na padáku, oba Češi ale zahynuli ve vodách zálivu Luce. Po čase moře vydalo pouze tělo Františka Dunděry, tělo Josefa Drčky se nikdy nenašlo. František Dunděra byl pohřben 17. července 1941 na hřbitově Glebe ve skotském městě Stranraer.

## Rodina
František Dunděra měl bratry Augustina a Vladimíra. Vladimír Dunděra byl i se svou manželkou Gabrielou v roce 1942 popraven za pomoc veliteli výsadku Zinc Oldřichu Pechalovi. Synovcem Františka Douděry a synem Vladimíra a Gabriely Dunděrových je lékař a publicista Jiří Dunděra.

## Posmrtná ocenění
- František Dunděra byl v roce 1947 in memoriam povýšen do hodnosti rotmistra a v roce 1991 do hodnosti majora
- František Dunděra obdržel in memoriam Československý válečný kříž 1939